# Coniopteryx (Coniopteryx) macroscapes
Coniopteryx (Coniopteryx) macroscapes is een insect uit de familie van de dwerggaasvliegen (Coniopterygidae), die tot de orde netvleugeligen (Neuroptera) behoort. 
Coniopteryx (Coniopteryx) macroscapes is voor het eerst wetenschappelijk beschreven door Meinander in 1990.